# ムバイロ・アバカル
ムバイロ・アバカル（M'Bairo Abakar、1961年1月13日-）はチャドの男子柔道家。
1992年のバルセロナオリンピックに出場し、男子78キロ級で2回戦敗退した。チャドから柔道競技への出場はこの大会に出場した2人のみである。